# The Curse (serie televisiva)
The Curse è una serie televisiva statunitense del 2023, creata e scritta da Nathan Fielder e Benny Safdie che, insieme a Emma Stone, interpretano i personaggi principali. 
In Italia, la serie è stata resa disponibile su Paramount+ a partire dall'11 novembre 2023.

## Trama
Una presunta maledizione mette in crisi il rapporto di una coppia appena sposata e che cerca di avere un figlio mentre produce uno show su HGTV.

## Episodi
| Stagione       | Episodi | Pubblicazione USA | Pubblicazione Italia |
| -------------- | ------- | ----------------- | -------------------- |
| Prima stagione | 10      | 2023/24           | 2023/24              |

## Personaggi e interpreti
- Whitney Siegel, interpretata da Emma Stone, doppiata da Domitilla D'Amico.[2]
Moglie di Asher e co-protagonista dello show HGTV.
- Asher Siegel, interpretato da Nathan Fielder, doppiato da Emiliano Reggente.[2]
Marito di Whitney e co-protagonista dello show HGTV.
- Dougie Schecter, interpretato da Benny Safdie, doppiato da Gabriele Lopez.[2]
Produttore dello spettacolo HGTV.
- Paul, interpretato da Corbin Bernsen, doppiato da Gerolamo Alchieri.[2]
Padre di Whitney, spregiudicato imprenditore edile.
- Abshir, interpretato da Barkhad Abdi, doppiato da Stefano Brusa.[2]
Padre di Nala, la bambina che maledice Asher.[2]
- Elizabeth, interpretata da Constance Shulman, doppiata da Tiziana Bagatella.
Madre di Whitney.

## Produzione
The Curse ha ricevuto il via libera da Showtime nel febbraio 2020.
Le riprese principali si sono svolte a Santa Fe e Española, Nuovo Messico, da giugno 2022 all'inizio di ottobre 2022. Daniel Lopatin è il compositore della serie, continuando la sua collaborazione creativa con i Safdie.

## Distribuzione
I primi tre episodi della serie sono stati presentati in anteprima al New York Film Festival il 12 ottobre 2023.
La serie è stata resa disponibile negli Stati Uniti su Paramount+ (solo per gli abbonati a Showtime) a partire dal 10 novembre 2023, prima di fare il suo debutto sul canale Showtime il 12 successivo.

### Edizione italiana
La direzione del doppiaggio è di Anna Cugini e i dialoghi italiani sono curati da Michele Riemma, Elena Longo e Andrea Fraglica per conto della CAST Doppiaggio che si è occupata anche della sonorizzazione.